# 黒谷渚
黒谷 渚（くろたに　なぎさ）は、日本のAV女優である。
2007年頃から熟女系AV女優として活動した。

## 出演

### アダルトビデオ
- 若妻イラマチオ（タカラ映像）
- ミセス旬報　No6（ジャパンホームビデオ）
- 専業主婦（ゴリラプロジェクト）
- 美熟女痴漢願望（溜池ゴロー）
- 美脚妻の交尾 No7（ジュエル)
- 美脚な艶熟妻（月下草2nd）
- 街で噂のセレブ妻（小林興業）
- 農家の嫁（ドリームステージ）
- 姦淫おねだり妻（ゴリラプロジェクト）
- 隣人 淫乱妻（なでしこ）
- きれいな奥さん（チャンネル・ヴイ）
- 人妻飛潮美脚No2（リアルエレメント）
- SEX WIFE 素人妻モデルズ No6（エイチエムピー）
- 美脚中出し婦人（黒谷はすみ名義）（豊彦企画）
- 未亡人下宿で近親愛欲（小林興業）
- ナマで中出しガチンコナンパ狙うは人妻一点勝負（STARGATE）
- 美熟女に中出し（Nadeshiko）
- キモ男VS美女たちの接吻（十色)
- ハメをはずした人妻たち。01（ゴーゴーズ）
- ハメをはずした人妻たち。02（ゴーゴーズ）
- 人妻回春マッサージ盗撮（映天）
- 人妻が裸エプロンで顔面騎乗（映天）
- 女教師美脚教育（フリーダム）
- 熟女の足裏は好きですか? 3（フリーダム)
- 熟女味くらべ（ビースバル)

### 雑誌グラビア
「週刊大衆 臨時増刊 三十路」1月13日号（2008年12月発売）